# FC Erzgebirge Aue
Erzgebirge Aue este un club german de fotbal din Aue, Saxonia.

## Jucători notabili

### Internaționali
| Germania de Est - Erhard Bauer – 3 selecții (1954) - Dieter Erler – 47 selecții (1959–1968; 25 LS for Aue) - Horst Freitag – 1 selecție (1957) - Manfred Kaiser – 31 selecții (1955–1964) - Bernhard Konik – 1 selecție (1984) - Steffen Krauß – 2 selecții (1985) - Willi Marquardt – 1 selecție (1956; for Rotation Babelsberg) - Harald Mothes – 1 selecție (1984) - Bringfried Müller – 18 selecții (1955–1960) - Klaus Thiele – 4 selecții (1958–1959) - Willy Tröger – 15 selecții (1954–1959) - Konrad Wagner – 4 selecții (1959–1963) - Jörg Weißflog – 15 selecții (1984–1989) - Karl Wolf – 10 selecții (1954–1957) - Siegfried Wolf – 17 selecții (1955–1959) | Alte echipe naționale - Marcin Adamski ( Polonia) – 2 selecții (2003) - Moudachirou Amadou ( Benin) – 17 selecții - Mišo Brečko ( Slovenia) – 68 selecții (2004–) - Richard Dostálek ( Cehia) – 5 selecții (1996–2003) - Andrzej Juskowiak ( Polonia) – 39 selecții (1992–2001) - Tomasz Kos ( Polonia) – 3 selecții (2000–2002) - Adam Nemec ( Slovacia) – 1 selecție (2006) - Nikolce Noveski ( Macedonia de Nord) – 14 selecții (2004–) - Russi Petkov ( Bulgaria) - Adam Petrous ( Cehia) – 4 selecții (2001–2003) - Dimitar Rangelov ( Bulgaria) – 1 selecție (2004) - Vīts Rimkus ( Letonia) – 73 selecții (1995–2008) - David Siradze ( Georgia) – 10 selecții (2004–) - Ervin Skela ( Albania) – 45 selecții (2000–) - Danny Sonner ( Irlanda de Nord) – 14 selecții - Borislav Tomoski ( Macedonia de Nord) – 1 selecție - Ali Lukunku ( RD Congo) - 40 selecții - Bobby Wood ( Statele Unite ale Americii) - 8 selecții (2013-) |

### Alții
| - John Bemme (1986–1992) - Sven Beuckert (1994–2000) - Ulrich Ebert (1971–1984) - Uwe Ehlers (2005–2007) - Ernst Einsiedel (1961–1975) - Holger Erler (1970–1985) - Jürgen Escher (1971–1985) - Armin Günther (1946–1958) - Jörg Hahnel (2000–2006) - Holger Hasse (1995–2002 und 2004–2005) | - Matthias Heidrich (2000–2005) - Enrico Kern (1998) - Sven Köhler (1996) - Ralf Kraft (1978–1986) - Harro Miller (1964–1969) - Stefan Persigehl (1990–1991) - Dietmar Pohl (1962–1975) - Mirko Reichel (1989–1994) - Heinz Satrapa (1953–1956) - Konrad Schaller (1965–1978) - Volker Schmidt (1980–1994) | - Jens Schmidt (1986–1987) - Khvicha Shubitidze (2002–2005) - Carsten Sträßer (2007–2008) - Ronny Thielemann (1992–1999) - Dino Toppmöller (2003–2004) - Klaus Zink (1957–1971) |